# Adam Asanov
Adam Asanov (pol. Adam Asanow), pseud. Asan (ur. 9 stycznia 1977 w Rzeszowie) – polski piosenkarz, kompozytor i tekściarz, od 2013 roku wokalista polskiej grupy muzycznej Piersi.

## Życiorys
Jest pochodzenia bułgarskiego. Wychował się w Rzeszowie. Przed współpracą z formacją Piersi był wokalistą grupy Haratacze. W marcu 2013 r. zastąpił wieloletniego lidera i wokalistę zespołu Piersi – Pawła Kukiza. W tym samym roku, w październiku ukazała się pierwsza wspólna płyta Asanova i Piersi pod tytułem „Piersi i przyjaciele 2”, która w roku 2014 zyskała status złotej płyty. Utwór z tej płyty „Bałkanica” został w 2014 r., nominowany jako utwór roku do nagrody Fryderyka w kategorii Muzyka Rozrywkowa. Asanov jest autorem tekstu utworu oraz współautorem muzyki. Kolejne utwory z „Piersi i przyjaciele 2” to „System” i „07 zgłoś się”. W 2019 roku po procesie sądowym o prawo do nazwy zespołu wydano drugi album grupy Piersi z Asanovem „Płyta jarmarczno-rockowa”.
Ponadto pod koniec 2019 roku w serwisie YouTube pojawił się utwór „Marta”, w którym Asanov występuje z ukraińskim raperem Dmytro Tsyperdyukiem znanym jako Luiku. Utwór jest dostępny na albumie "Asanov i przyjaciele", dochód ze sprzedaży przekazano na cel charytatywny wspierający niepełnosprawnych sportowców, tym zajmuje się Fundacja Piersi.

## Dyskografia
- Kochasz – Morze Czarne (2001, Silverton)[6]
- Piersi – Piersi i przyjaciele 2 (2013, Polskie Radio)[5]
- Piersi – Płyta jarmarczno-rockowa (2019, pierwotnie 2016)
- „Asanov i Przyjaciele” (2020)